# Railway Settlement Roza
Railway Settlement Roza es un pueblo y nagar Panchayat situado en el distrito de Shahjahanpur en el estado de Uttar Pradesh (India). Su población es de 11489 habitantes (2011). 

## Demografía
Según el censo de 2011 la población de Railway Settlement Roza era de 11489 habitantes, de los cuales 6064 eran hombres y 5425 eran mujeres. Railway Settlement Roza tiene una tasa media de alfabetización del 83,25%, superior a la media estatal del 67,68%: la alfabetización masculina es del 90,33%, y la alfabetización femenina del 75,26%.